# Jangoda (affluente dell'Agapa)
La Jangoda (in russo Янгода?) è un fiume della Russia siberiana orientale, affluente di destra della Agapa (bacino idrografico del mare di Kara). Scorre nel Tajmyrskij rajon del Territorio di Krasnojarsk.
Ha origine e scorre per l'intero corso nella parte nord-occidentale del bassopiano della Siberia settentrionale in una zona paludosa ricca di laghi, il corso si svolge in direzione dapprima nord-orientale, poi mediamente settentrionale. Sfocia nell'Agapa a 13 km dalla foce. La sua lunghezza è di 257 km; il bacino è di 6 610 km². Il suo maggior affluente è il Buro (lungo 125 km) proveniente dalla sinistra idrografica.
Il fiume attraversa regioni assolutamente remote e spopolate, senza incontrare alcun centro abitato in tutto il suo percorso. Il bacino si trova nella zona del permafrost.